# Sublamarckella
Sublamarckella es un género de foraminífero bentónico de la subfamilia Garantellinae, de la familia Epistominidae, de la superfamilia Ceratobuliminoidea, del suborden Robertinina y del orden Robertinida. Su especie tipo es Sublamarckella terquemi. Su rango cronoestratigráfico abarca desde el Aaleniense (Jurásico inferior) hasta el Bajociense (Jurásico superior).

## Clasificación
Sublamarckella incluye a la siguiente especie:
- Sublamarckella terquemi †